# Alfred Schmidt (football)
Pour les articles homonymes, voir Alfred Schmidt et Schmidt.
Alfred Schmidt, dit Aki Schmidt, est un joueur puis entraîneur de football allemand, né le 5 septembre 1935 à Dortmund et mort dans la même ville le 11 novembre 2016.

## Biographie

### Carrière de joueur
Après avoir évolué au SpVgg. Berghofen, un club d'un quartier de Dortmund, Alfred Schmidt rejoint en 1956 le Borussia Dortmund. Il y remporte deux titres de champion d'Allemagne en 1957 et en 1963, la Coupe d'Allemagne en 1965 et la Coupe d'Europe des vainqueurs de coupe en 1966. Il dispute sous le maillot du Borussia 195 matchs en Oberliga Ouest (marquant 57 buts) et 81 matchs en Bundesliga avec 19 buts inscrits.
En 1957, il connaît l'une de ses plus grandes déceptions personnelles : alors qu'il est un titulaire régulier de l'équipe dortmundoise et de la sélection ouest-allemande, il n'est pas présent en finale de la Coupe d'Allemagne contre le Hambourg SV, l'entraîneur Helmut Schneider voulant aligner exactement la même équipe ayant remporté le trophée la saison dernière.
En sélection nationale, il joue 25 matchs de 1957 à 1964 et obtient une quatrième place à la Coupe du monde de football 1958 en Suède. Schmidt est le premier joueur du Borussia Dortmund à avoir pris le capitanat de l'équipe nationale.

### Carrière d'entraîneur
Alors qu'il est encore footballeur, Schmidt étudie à l'Université allemande du sport à Cologne en 1966 pour obtenir son diplôme d'entraîneur. Il devient donc entraîneur après avoir mis fin à sa carrière de joueur en 1968. De 1970 à 1971, il entraîne le Kickers Offenbach, remportant avec le club la Coupe d'Allemagne 1970, en ayant notamment battu le Borussia Dortmund au second tour. Avec le SSV Jahn Ratisbonne qu'il entraîne de 1968 à 1970, puis de 1973 à 1975, de 1990 à 1992 et de 1993 à 1994, il obtient une montée en deuxième division allemande en 1975. Il a aussi entraîné le Preußen Münster de 1970 à 1971 et le FK Pirmasens de 1972 à 1973.

### Vie privée
Schmidt est le fils d'un sidérurgiste de la Hörder Verein. Il est marié et a deux fils. Schmidt fait plusieurs apparitions dans la série policière allemande Balko. Schmidt vit dans le quartier de Neuasseln à Dortmund.

## Palmarès

### Palmarès de joueur
- Champion d'Allemagne en 1957 et en 1963 avec le Borussia Dortmund
- Vainqueur de la Coupe d'Allemagne en 1965 avec le Borussia Dortmund
- Vainqueur de la Coupe d'Europe des vainqueurs de coupe en 1966 avec le Borussia Dortmund

### Palmarès d'entraîneur
- Vainqueur de la Coupe d'Allemagne en 1970 avec le Kickers Offenbach